# Kodamballi, Channapatna
Kodamballi là một làng thuộc tehsil Channapatna, huyện Ramanagara, bang Karnataka, Ấn Độ.